# Eurymedonbrücke (Selge)
Die Eurymedonbrücke (türk.: Oluk Köprü) ist eine römische Brücke über den Eurymedon (Köprüçay) bei der antiken Stadt Selge in Pisidien (heutige Türkei). Sie gehört zu einer Straßenverbindung, die sich aus dem Küstenstrich Pamphylien in das pisidische Hinterland hinaufwindet. Die in dünn besiedeltem Gebiet gelegene Brücke überquert den Eurymedon 5 Kilometer nördlich der Ortschaft Beşkonak in luftiger Höhe.
Das ausgezeichnet erhaltene und heute noch befahrbare Bauwerk ist 14 Meter lang und 3,5 Meter breit (Fahrbahn: 2,5 m). Die lichte Weite des einzigen Bogens beträgt ca. 7 Meter, die Dicke der ohne Mörtel zusammengefügten Keilsteine 60 Zentimeter. Bautechnik und die robuste Ausführung des Mauerwerks weisen auf eine Bauzeit in der Blütezeit Selges im 2. Jahrhundert n. Chr. hin.
42 km flussabwärts  befindet sich bei Aspendos eine weitere alte Brücke über den Eurymedon.